# Cymbidiella
Cymbidiella is een geslacht van orchideeën uit de onderfamilie Epidendroideae.
De terrestrische of epifytische planten zijn endemisch in de vochtige tropische wouden van Madagaskar.

## Naamgeving
- Synoniem: Caloglossum Schltr. 1918

## Kenmerken
Cymbidiella-soorten zijn middelgrote tot grote, epifytische (C. falcigera, C. pardalina) of terrestrische (C. flabellata) planten. Ze bezitten spoelvormige of cilindrische pseudobulben en vele lange, lancetvormige, in een waaier staande bladeren. De bloeiwijze is een veelbloemige, soms vertakte bloemtros op een basale, tot meer dan 1 m lange bloemstengel.
De bloemen zijn groot, geresupineerd, met geelgroene kelk- en kroonbladen en een tweekleurig rode en groen bloemlip met een donker callus. Het gynostemium is gebogen en draagt vier pollinia voorzien van een groot retinaculum.

## Taxonomie
Het geslacht omvat drie soorten. De typesoort is Cymbidiella flabellata.

### Soorten
- Cymbidiella falcigera (Rchb.f.) Garay (1976)
- Cymbidiella flabellata (Thouars) Rolfe (1918)
- Cymbidiella pardalina (Rchb.f.) Garay (1976)